# Euliroetis obscuripes
Euliroetis obscuripes es una especie de insecto coleóptero de la familia Chrysomelidae.
Fue descrita científicamente en 1936 por Laboissiere.